# Santana do Matos (kommun)
Santana do Matos är en kommun i Brasilien.   Den ligger i delstaten Rio Grande do Norte, i den östra delen av landet, 1 600 km nordost om huvudstaden Brasília. Antalet invånare är 13 798.
Följande samhällen finns i Santana do Matos:
- Santana do Matos

Omgivningarna runt Santana do Matos är huvudsakligen savann. Runt Santana do Matos är det glesbefolkat, med 15 invånare per kvadratkilometer.